# ريكاردو لوبيز تينوريو
ريكاردو لوبيز تينوريو (بالإسبانية: Ricardo López Tenorio)‏ هو لاعب كرة قدم ومدرب كرة قدم سلفادوري، ولد في 24 يناير 1947 في سانتا آنا مونيسباليتي في السلفادور.